# Yevhen Paton
Pour les articles homonymes, voir Paton.
Yevhen Oskarovych Paton (en russe : Евгений Оскарович Патон ; en ukrainien : Євген Оскарович Патон, Yevhen Oskarovych Paton), né le 5 mars 1870 à Nice et décédé le 12 juillet 1953 à Kiev, est un ingénieur ukrainien spécialiste du soudage et des ponts métalliques.

## Biographie
Il étudie à l'université technique de Dresde, dont il sort diplômé en 1894, et à l'Institut ferroviaire de Saint-Pétersbourg, dont il sort diplômé en 1896. Il construit la gare de Dresde. De 1899 à 1904, il enseigne à l'École d'ingénieurs des chemins de fer de Moscou. Il enseigne également à l'Institut polytechnique de Kiev, dont il dirige le département des ponts de 1904 à 1938. En 1929, il organise un laboratoire de soudage et un Comité du soudage électrique. En 1934, il fonde à Kiev l'Institut du soudage électrique de l'Académie des sciences de la république socialiste soviétique d'Ukraine (cet institut de réputation mondiale porte encore aujourd'hui son nom). De 1945 à 1952, il est vice-président de l'Académie des sciences de la RSS d'Ukraine.
Evgueni Paton est un pionnier de la recherche en matière de soudage. Pour rendre cette technologie plus fiable, il conduit des recherches complètes sur la mécanique des structures soudées, sur la physique des arcs électriques, ainsi que pour développer des équipements et des matériaux de soudage, ainsi que de nouvelles techniques de soudage.

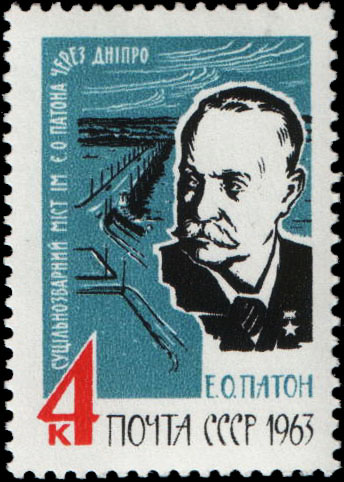
Timbre russe à l'effigie de Paton émis en 1963.

Il crée des méthodes de conception de ponts métalliques, étudie les conditions de leur mise en œuvre et suggère des méthodes de réparation des ponts endommagés. Il mène des recherches sur la force des structures soudées et la mécanisation des processus de soudage. Il supervise le développement de la méthode de soudage à l'arc subaquatique. Durant la Seconde Guerre mondiale, il supervise la conception et la production de l'équipement nécessaire au soudage automatique d'aciers spéciaux, de chars d'assaut, de bombes, etc.
Evgueni Paton reçoit presque tous les prix scientifiques décernés par le gouvernement soviétique dans son domaine et est nommé héros du travail socialiste.
Son fils Borys Paton (né en 1918) est également un spécialiste du soudage, président de l'Académie des sciences d'Ukraine, Médaille Lomonossov et premier héros de l'Ukraine en 1998.

## Publications
- Les Ponts en fer, 4 volumes. Moscou & Kiev, 1902–1907.
- Réparation de ponts endommagés, Kiev, 1918 - 135 p.
- Construction rapide d'arcs submergés, seconde édition, M; L.: Mashgiz, 1941 - 112 p.
- Œuvres choisies, 3 volumes. Kiev, Publ.House of AS UdSSR, 1959–1961.
- Réminiscences : notes de littérature de Yu. Buryakovsky, Kiev, Goslitizdat URSS, 1955 - 324 p.
- Souvenirs, Éditions en Langues étrangères, Moscou, 1958.

## Source de la traduction
- (en) Cet article est partiellement ou en totalité issu de l’article de Wikipédia en anglais intitulé « Evgeny Paton » (voir la liste des auteurs).